# Száz vers
A Száz vers Szerb Antal által összeállított, máig népszerű antológia. Először 1944-ben jelent meg, a második kiadás 1957-ben hagyta el a sajtót. Hasonló címmel korábban is jelentek meg versválogatások, ahogy Szerb Száz versének megjelenését követően is, ez utóbbiakat jellemzően a Szerb-antológia ihlette.
Az olvasót pedig barátságos tisztelettel arra kérjük, kövesse példánkat. Itt készen kap egy személyes élmények alapján összeállított verseskönyvet, amelynek talán sok darabja szívéhez fog szólni és hasonló megrendülést fog belőle kiváltani, mint annak idején az összeállítóból. De ne tekintse e gyűjteményt semmiképpen valami végleges dolognak; ne higgye azt, hogy a kedvenc versek kiválogatását más elvégezheti helyette. A készen kötött nyakkendő sosem olyan elegáns, mint az, amelyet kellő műgonddal magunk kötünk meg tükrünk előtt, és a készen kapott öröm sosem akkora öröm, mint amelyet magunk szereztünk meg magunknak.

## Keletkezése
Szerbnek az antológiára vonatkozó leveleiből kitűnik, hogy az anyag összeállítása 1943. augusztustól októberig tartott. Az író ekkor már munkaszolgálatos volt, de még Budapesten tartózkodhatott. Könyvtárba járni így nem volt módja, ezt mások végezték helyette, többek között a fiatal Nemes Nagy Ágnes, aki a következőképp emlékezett vissza: „Valami félelmetes képessége, érzéke volt a versekhez. Azt tudom, hogy a lágerben minden szabadidejében a Száz vers antológiával foglalkozott. Sanyarú sorsa közepette is a versek éltették, boldogították. S állítom, nagyban hozzájárultak ezek a versek az életbe vetett hitének megtartásához. Ahhoz, hogy egyszer megmenekül a fogságából, és a kötet megjelenik majd.” Szerb Antalt 1944 késő őszén Magyarország északnyugati határához vezényelték munkaszolgálatra, soha többé nem tért vissza Budapestre, és nem foghatta kézbe a Száz verset sem.
A nyomdai és kötészeti munkálatok novemberben zajlottak, így a Száz vers a következő hónap elején megjelent. Az első kritika 1943. december 10-én látott napvilágot a Magyar Nemzetben. A második kiadás 1944 első harmadában jelent meg. Nem csak betűtípusában, papírjában és kötésében tért el az elsőtől, hanem – néhány javítás és pár szövegromlás mellett – abban is, hogy az első nyomás még nem tartalmazta azokat a néhány soros költőéletrajzokat, amelyeket az 1944-es kiadás már igen. Az első folyóirat-recenzió a Katolikus Szemle 1944. márciusi számában olvasható.
A Szerb Antal-kutatók egybehangzó véleménye, hogy a Száz versnek két kiadása is megjelent 1943–44-ben. Ám az 1957-ben megjelent kiadás magát másodiknak nevezte, és az azóta megjelentek is e szerint számozódnak. Az első és valódi második kiadás pontos körülményeinek megállapítását nehezíti, hogy a kiadó több borítóval is megjelentette a művet. Az apróbb korrekciókon túl –  amelyek a második nyomásra jellemzőek – a két kiadás mellett nyomós érv szól. Csak a második kiadásban szerepelnek a költők életrajzai – ezekkel, valószínűleg, Szerb nem készült el az első nyomás idejére. Az életrajzok igen tömörek; a legtöbbet idézett mindössze három szó: „Ő volt Goethe”.
Az antológiában százegy verset talál az olvasó. A mottóként szereplő Dickinson-versnek azonban szinte sohasem olvasható a fordítása. Ennek oka, hogy Szerb Somlyó Györgyöt bízta meg a munkával, aki nem készült el időben. Jóval később mégis lefordította, így 1999 óta ott lenne a helye a Száz vers kiadásaiban.

## Száz vers
| fejezet             | költő                               | vers címe (vers eredeti címe)                                                                                       | vers fordítója            | eredeti vers nyelve | költő neve ábécésorrendhez          |
| ------------------- | ----------------------------------- | --- | ------------------------- | ------------------- | ----------------------------------- |
| Magányosok          | Paul Verlaine                       | Álma (Mon rêve familier)                                                                                            | Ady Endre                 | francia             | Verlaine, Paul                      |
| Magányosok          | William Wordsworth                  | Táncoló tűzliliomok (The Daffodils)                                                                                 | Szabó Lőrinc              | angol               | Wordsworth, William                 |
| Magányosok          | Friedrich Hebbel                    | Két vándor (Zwei Wandrer)                                                                                           | Kardos László             | német               | Hebbel, Friedrich                   |
| Magányosok          | Giacomo Leopardi                    | A remete rigó (Il passero solitario)                                                                                | Sík Sándor                | olasz               | Leopardi, Giacomo                   |
| Magányosok          | Friedrich Nietzsche                 | Elhagyatva (Vereinsamt)                                                                                             | Képes Géza                | német               | Nietzsche, Friedrich                |
| Magányosok          | Rainer Maria Rilke                  | Őszi nap (Herbsttag)                                                                                                | Komlós Aladár             | német               | Rilke, Rainer Maria                 |
| Szeretők            | Theokritosz (Θeokpitoσ)             | Paraszt-hexameterek (Βάττου ἡ ἐκ τοῦ δεκάτου εỉδυλλíου ὠδή)                                                         | Babits Mihály             | görög               | Theokritosz                         |
| Szeretők            | Walter von der Vogelweide           | A hársfaágak csendes árnyán (Under den linden)                                                                      | Babits Mihály             | német               | Vogelweide, Walter von der          |
| Szeretők            | Johann Wolfgang von Goethe          | Rád gondolok (Nähe des Geliebten)                                                                                   | Szabó Lőrinc              | német               | Goethe, Johann Wolfgang von         |
| Szeretők            | Simon Dach                          | Tharaui Annus (Annchen von Tharau)                                                                                  | Kardos László             | német               | Dach, Simon                         |
| Szeretők            | William Shakespeare                 | 97. szonett (97. Sonnet)                                                                                            | Szabó Lőrinc              | angol               | Shakespeare, William                |
| Szeretők            | Elisabeth Barrett Browning          | A harmadik portugál szonett (Sonnet from the Portuguese III.)                                                       | Kardos László             | angol               | Barrett Browning, Elisabeth         |
| Szeretők            | Louise Labé                         | Ne vessetek meg… (Sonnet XXIV)                                                                                      | Lányi Viktor              | francia             | Labé, Louise                        |
| Szeretők            | Francesco Petrarca                  | 159. szonett (Sonetto CLIX)                                                                                         | Képes Géza                | olasz               | Petrarca, Francesco                 |
| Szeretők            | Johann Wolfgang von Goethe          | Charlotte von Steinhez (An Charlotte von Stein)                                                                     | Vas István                | német               | Goethe, Johann Wolfgang von         |
| Szeretők            | (Σaπφω)                             | Sappho után (φαίνεταί μοι κῆνος…)                                                                                   | Kölcsey Ferenc            | görög               | Szapphó                             |
| Szeretők            | Catullus                            | Éljünk, lesbia (Ad Lesbiam (I. 5.))                                                                                 | Devecseri Gábor           | latin               | Catullus, Caius Valerius            |
| Szeretők            | Charles Algernon Swinburne          | Tenger és alkonyég között (Between the Sunset and the Sea)                                                          | Babits Mihály             | angol               | Swinburne, Charles Algernon         |
| Szeretők            | Edgar Allan Poe                     | Lee Annácska (Annabel Lee)                                                                                          | Babits Mihály             | angol               | Poe, Edgar Allan                    |
| Szeretők            | John Donne                          | Jelenés (The Apparition)                                                                                            | Vas István                | angol               | Donne, John                         |
| Szeretők            | Michael Drayton                     | Búcsú a szerelemtől (The Parting)                                                                                   | Szabó Lőrinc              | angol               | Drayton, Michael                    |
| Szeretők            | Maurice Scève                       | A fehér hajnal épp megkoszorúzta… (Délie, dizain CCCLXXVIII)                                                        | Illyés Gyula              | francia             | Scève, Maurice                      |
| Istenek             | Friedrich Schiller                  | Görögország istenei (Die Götter Griechenlands)                                                                      | Gulyás Pál                | német               | Schiller, Friedrich                 |
| Istenek             | Lucretius                           | Vénuszhoz (Ad Venerem)                                                                                              | Vas István                | latin               | Lucretius, Titus L. Carus           |
| Istenek             | Vergilius                           | IV. Ecloga (Ecloga IV.)                                                                                             | Trencsényi-Waldapfer Imre | latin               | Vergilius, Publius V. Maro          |
| Istenek             | Victor Hugo                         | Orpheus (Orphée) | Rónay György              | francia             | Hugo, Victor                        |
| Istenek             | José-Maria de Heredia               | A centaurok futása (Fuite de Centaures)                                                                             | Kosztolányi Dezső         | francia             | Heredia, José-Maria de              |
| Istenek             | Rainer Maria Rilke                  | Archaikus Apolló-torzó (Archaïscher Torso Apollos)                                                                  | Tóth Árpád                | német               | Rilke, Rainer Maria                 |
| Istenek             | John Keats                          | Óda egy görög vázához (Ode on a Grecian Urn)                                                                        | Tóth Árpád                | angol               | Keats, John                         |
| Halandók            | Friedrich Hölderlin                 | Hyperion sorsdala (Hyperions Schicksalsied)                                                                         | Képes Géza                | német               | Hölderlin, Friedrich                |
| Halandók            | Pierre de Ronsard                   | Utolsó vers (Derniers vers de Ronsard)                                                                              | Illyés Gyula              | francia             | Ronsard, Pierre de                  |
| Halandók            | Hugo von Hofmannsthal               | A külső élet balladája (Ballade des äusseren Lebens)                                                                | Kardos László             | német               | Hofmannsthal, Hugo von              |
| Halandók            | Giosuè Carducci                     | Búcsú (Congedo) | Kosztolányi Dezső         | olasz               | Carducci, Giosuè                    |
| Halandók            | Benvenuto Cellini                   | Szonett, önéletrajza előtt (Sonetto)                                                                                | Kardos László             | olasz               | Cellini, Benvenuto                  |
| Halandók            | Horatius                            | Thaliarchushoz (Ad Thaliarchum (I. 9.))                                                                             | Vargha Gyula              | latin               | Horatius, Quintus H. Flaccus        |
| Halandók            | Robert Burns                        | John Anderson, szivem, John (John Anderson, My Jo)                                                                  | Szabó Lőrinc              | angol               | Burns, Robert                       |
| Halandók            | Lord Alfred Tennyson                | Ulysses (Ulysses)                                                                                                   | Szabó Lőrinc              | angol               | Tennyson, Lord Alfred               |
| Halandók            | François Villon                     | Ballada a hajdani hölgyekről (Ballade des dames du temps jadis)                                                     | Vas István                | francia             | Villon, François                    |
| Halandók            | William Butler Yeats                | Ha megöregszel (When You are Old)                                                                                   | Kardos László             | angol               | Yeats, William Butler               |
| Halandók            | Georges Duhamel                     | Florentin Prunier balladája (Ballade de Florentin Prunier)                                                          | Rónay György              | francia             | Duhamel, Georges                    |
| Halandók            | Anakreón (Anakpeωn)                 | Töredék a halálról (πολιοὶ μὲν ἡμὶν ἤδη…)                                                                           | Radnóti Miklós            | görög               | Anakreon                            |
| Halandók            | John Keats                          | Stanzák (Happy Insensibility)                                                                                       | Devecseri Gábor           | angol               | Keats, John                         |
| Halandók            | Horatius                            | Tu ne quaesieris… (Tu ne quaesieris… (I. 11.))                                                                      | Trencsényi-Waldapfer Imre | latin               | Horatius, Quintus H. Flaccus        |
| Halandók            |                                     | Deli George Campbell (skót ballada) (Bonny George Campbell)                                                         | Somlyó György             | angol               |                                     |
| Halandók            | Propertius                          | Cynthiához (Ad Cynthiam (I. 19.))                                                                                   | Rónai Pál                 | latin               | Propertius, Sextus aurelius         |
| Halandók            | Jean Cocteau                        | Az álom elkerül (Je n’aime pas dormir)                                                                              | Radnóti Miklós            | francia             | Cocteau, Jean                       |
| Halandók            | Michelangelo Buonarroti             | Az élet alkonyán (Sonetto 114)                                                                                      | Rónay György              |                     | Buonarroti, Michelangelo            |
| Halandók            | John Keats                          | Ha félelem fog el… (When I Have Fears…)                                                                             | Vas István                | angol               | Keats, John                         |
| Állatok             | Anakreóni dal (Anakpeonteion)       | A tücsökhöz (Εỉς τέττιγα ὠδάριον)                                                                                   | Trencsényi-Waldapfer Imre | görög               | Anakreon                            |
| Állatok             | Thomas Gray                         | Egy elkényeztetett cicáról, mely az aranyhalas medencébe fúlt (On a Favourite Cat, Drowned in a Tub of Gold Fishes) | Szabó Lőrinc              | angol               | Gray, Thomas                        |
| Állatok             | Rupert Brooke                       | A halak (Heaven) | Szabó Lőrinc              | angol               | Brooke, Rupert                      |
| Állatok             | William Blake                       | A tigris (The Tiger)                                                                                                | Szabó Lőrinc              | angol               | Blake, William                      |
| Állatok             | John Masefield                      | A lemmingek (The Lemmings)                                                                                          | Kardos László             | angol               | Masefield, John                     |
| Állatok             | G. K. Chesterton                    | A szamár (The Donkey)                                                                                               | Sárközi György            | angol               | Chesterton, G. K.                   |
| Állatok             | Leconte de Lisle                    | Az üvöltők (Les Hurleurs)                                                                                           | Vargha Gyula              | francia             | Leconte de Lisles, Charles          |
| Állatok             | Alfred de Vigny                     | A farkas halála (La Mort du Loup)                                                                                   | Zempléni Árpád            | francia             | Vigny, Alfred de                    |
| Állatok             | Stefan George                       | A sziget ura (Der Herr der Insel)                                                                                   | Szabó Lőrinc              | német               | George, Stefan                      |
| Nosztalgiák         | Robert Browning                     | Egy Galuppi-toccata (A Toccata of Galuppi’s)                                                                        | Vas István                | angol               | Browning, Robert                    |
| Nosztalgiák         | Heinrich Heine                      | Északi kopár szirten… (Ein Fichtenbaum…)                                                                            | Horvát Henrik             | német               | Heine, Heinrich                     |
| Nosztalgiák         | Friedrich Hölderlin                 | Menon panasza Diotimáért (Menons Klage um Diotima)                                                                  | Radnóti Miklós            | német               | Hölderlin, Friedrich                |
| Nosztalgiák         | Edgar Allan Poe                     | Ulalume (Ulalume)                                                                                                   | Babits Mihály             | angol               | Poe, Edgar Allan                    |
| Nosztalgiák         | Gérard de Nerval                    | Ábrándozás (Fantaisie)                                                                                              | Radnóti Miklós            | francia             | Nerval, Gérard de                   |
| Nosztalgiák         | Francis Jammes                      | A ház rózsával lenne itt teli (La maison serait pleine de roses)                                                    | Radnóti Miklós            | francia             | Jammes, Francis                     |
| Nosztalgiák         | Stéphane Mallarmé                   | Tengeri szél (Brise marine)                                                                                         | Illyés Gyula              | francia             | Mallarmé, Stéphane                  |
| Sorsok              | François Villon                     | Az akasztottak balladája (L’epitaphe en forme de ballade)                                                           | Szabó Lőrinc              | francia             | Villon, François                    |
| Sorsok              | William Wordsworth                  | A Velencei Köztársaság halálára (On the Extinction of the Venetian Republic)                                        | Radnóti Miklós            | angol               | Wordsworth, William                 |
| Sorsok              | Thomas Moore                        | Ne feledd a tért… (Forget Not the Field)                                                                            | Petőfi Sándor             | angol               | Moore, Thomas                       |
| Sorsok              | Carl Spitteler                      | Csak király (Nur ein König)                                                                                         | Szerb Antal               | német               | Spitteler, Carl                     |
| Sorsok              | Lord Byron                          | Az új görög dalnok (The Isles of Greece)                                                                            | Arany János               | angol               | Byron, George Noël Lord             |
| Sorsok              | William Shakespeare                 | 129. szonett (129. Sonnet)                                                                                          | Szabó Lőrinc              | angol               | Shakespeare, William                |
| Sorsok              | André Chénier                       | A tarentumi szűz (La jeune Tarentine)                                                                               | Kardos László             | francia             | Chénier, André                      |
| Sorsok              |                                     | Sir Patrick Spens (skót ballada) (Sir Patrick Spens)                                                                | Arany János               | angol               |                                     |
| Éjszakák            | Georg Trakl                         | Esti dal (Abendlied)                                                                                                | Komlós Aladár             | német               | Trakl, Georg                        |
| Éjszakák            | Paul Verlaine                       | Holdfény (Clair de lune)                                                                                            | Szabó Lőrinc              | francia             | Verlaine, Paul                      |
| Éjszakák            | Theodor Storm                       | Este (Abends) | Vas István                | német               | Storm, Theodor                      |
| Éjszakák            | Arthur Rimbaud                      | Ma Bohème (Ma Bohème)                                                                                               | Radnóti Miklós            | francia             | Rimbaud, Arthur                     |
| Éjszakák            | Gottfried Keller                    | Téli éj (Winternacht)                                                                                               | Radnóti Miklós            | német               | Keller, Gottfried                   |
| Éjszakák            | Victor Hugo                         | Az éj, az éj, az éj (La nuit! la nuit! la nuit!)                                                                    | Kosztolányi Dezső         | francia             | Hugo, Victor                        |
| Éjszakák            | Eduard Mörike                       | Éjfél (Um Mitternacht)                                                                                              | Radnóti Miklós            | német               | Mörike, Eduard                      |
| Éjszakák            | Percy Bysshe Shelley                | Dal (Song) | Radnóti Miklós            | angol               | Shelley, Percy Bysshe               |
| Éjszakák            | Eduard Mörike                       | Páros éji dal (Gesang zu zweien in der Nacht)                                                                       | Kardos László             | német               | Mörike, Eduard                      |
| Bánatok             | Joachim du Bellay                   | Panasz (France, mère des arts…)                                                                                     | Radnóti Miklós            | francia             | Bellay, Joachim du                  |
| Bánatok             | Alfred de Musset                    | Szomorúság (Tristesse)                                                                                              | Szabó Lőrinc              | francia             | Musset, Alfred de                   |
| Bánatok             | Charles Baudelaire                  | Bűvös, szép őszi ég vagy… (Causerie)                                                                                | Ady Endre                 | francia             | Baudelaire, Charles                 |
| Bánatok             | Jules Laforgue                      | Közelítő tél (L’hiver qui vient)                                                                                    | Jékely Zoltán             | francia             | Laforgue, Jules                     |
| Bánatok             | Guillaume Apollinaire               | Kikericsek (Les Colchiques)                                                                                         | Radnóti Miklós            | francia             | Apollinaire, Guillaume              |
| Bánatok             | Charles Baudelaire                  | Áhítat (Recueillement)                                                                                              | Tóth Árpád                | francia             | Baudelaire, Charles                 |
| Hatalmak, látomások | Paul Valéry                         | Pálma (Palme) | Somlyó György             | francia             | Valéry, Paul                        |
| Hatalmak, látomások | Walt Whitman                        | Most (As I Walk These Broad, Majestic Days)                                                                         | Keszthelyi Zoltán         | angol               | Whitman, Walt                       |
| Hatalmak, látomások | Percy Bysshe Shelley                | Óda a Nyugati Szélhez (Ode to the West Wind)                                                                        | Tóth Árpád                | angol               | Shelley, Percy Bysshe               |
| Hatalmak, látomások | Johann Wolfgang von Goethe          | Boldog vágyakozás (Selige Sehnsucht)                                                                                | Vas István                | német               | Goethe, Johann Wolfgang von         |
| Hatalmak, látomások | Samuel Taylor Coleridge             | Kubla kán (Kubla Khan)                                                                                              | Szabó Lőrinc              | angol               | Coleridge, Samuel Taylor            |
| Hatalmak, látomások | Conrad Ferdinand Meyer              | Egy viharos éjszakában (In einer Sturmnacht)                                                                        | Horvát Henrik             | német               | Meyer, Conrad Ferdinand             |
| Hatalmak, látomások | Szent Ambrus (Sancti Ambrosii)      | Himnusz kakasszóra (Hymnus ad galli cantum)                                                                         | Sík Sándor                | latin               | Ambrus, Szent                       |
| Hatalmak, látomások | Assisi Szent Ferenc (San Francesco) | Naphimnusz (Cantico de le creature comunemente detto de lo frate sole)                                              | Sík Sándor                | olasz               | Ferenc, Assisi Szent                |
| Hatalmak, látomások | Celanói Tamás (Tommaso da Celano)   | Dies irae (Dies irae)                                                                                               | Sík Sándor                | latin               | Tamás, Celanói                      |
| Hatalmak, látomások | Stefan George                       | Szívünk asszonya (Herzensdame)                                                                                      | Szabó Lőrinc              | német               | George, Stefan                      |
| Hatalmak, látomások | Paul Claudel                        | Délben a Szűzanyánál (La Vierge à midi)                                                                             | Rónay György              | francia             | Claudel, Paul                       |
| Hatalmak, látomások | Heinrich Heine                      | Szimbólumból, szent példából (Zum Lazarus)                                                                          | Horvát Henrik             | német               | Heine, Heinrich                     |
| Hatalmak, látomások | Angelus Silesius                    | párrímeiből (Cherubinischer Wandersmann)                                                                            | P. Szedő Dénes            | német               | Silesius, Angelus (Johann Scheffer) |

## Kiadások
A felsorolás az Országos közös katalógus és könyvtárközi kölcsönzés adatai alapján készült. A könyv címét – nincs címváltozat – és a kiadás helyét – minden esetben Budapest – nem tüntettük fel. A könyv fordításokat tartalmaz, így a szerzői jog nemcsak a kötetben verssel szereplőket és a szerkesztő Szerb Antalt, hanem a fordítókat (és jogutódaikat) is védi a magyar törvénynek megfelelően.
- Officina, 1943,[13] 1944[14]
- Magvető Könyvkiadó, 1957, 1983 ISBN 9632718739, 1993 ISBN 9631419231, 2007 ISBN 9789631425925, 2020 ISBN 9789631440577
- Magyar Könyvklub, 1999 ISBN 9635488734

A Magvető 2020-as kiadásában Devecseri Gábor két fordítását (Catullus: Lesbiához és John Keats: Stancák) Kőrizs Imre, illetve Rakovszky Zsuzsa fordítására cserélte.

## Feldolgozás
2021. október harmadikán a budapesti Radnóti Színház mutatta be Deák Krisztina rendezésében, Bálint András előadásában a Szerb Antal Száz verse – Bálint András estje darabot.